# Damararat

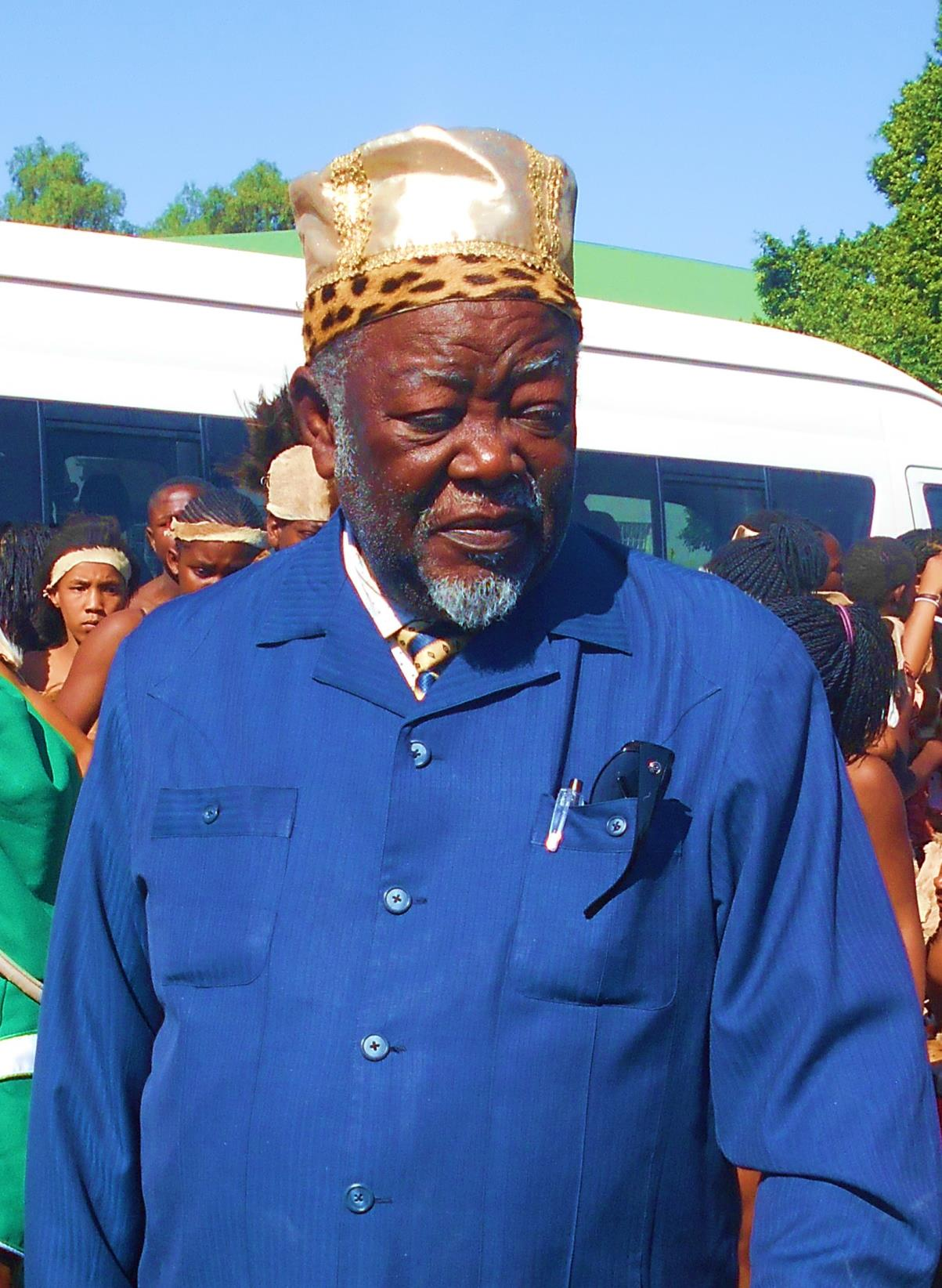
Der Parteivorsitzende Justus ǁGaroëb (2016)

Der Damararat (englisch Damara Council) war eine politische Partei in Südwestafrika.
Nachdem sich bereits 1977 ein Teil der Partei der Demokratischen Turnhallenallianz (DTA) angeschlossen hatte, fusionierte 1989 der Rest des Damararates mit sieben weiteren Parteien zur United Democratic Front of Namibia. Der Damararat war ab 1977 Teil der Namibia National Front.
Der Damararat war eine ethnische Partei der Damara.
Vorsitzender des Damararates war Justus ǁGaroëbKlicklaut, der in seiner Position spätestens ab 1980 dem Homeland Damaraland als faktisches Staatsoberhaupt vorstand.